# Platin(IV)-chlorid
Platin(IV)-chlorid ist eine anorganische chemische Verbindung des Platins aus der Gruppe der Chloride.

## Gewinnung und Darstellung
Platin(IV)-chlorid entsteht beim Lösen von Platin in Königswasser durch Zerfall der zunächst entstehenden Hexachloridoplatinsäure; die tief, aber rein gelbe Lösung gibt beim Verdampfen eine rotbraune Salzmasse, welche beim Austreiben des Kristallwassers braunrot wird.
Es kann auch durch Chlorierung von Platin mit Sulfurylchlorid im Vakuum bei 350 °C gewonnen werden.
{\displaystyle \mathrm {Pt+2\ SO_{2}Cl_{2}\longrightarrow PtCl_{4}+2\ SO_{2}} }

## Eigenschaften
Platin(IV)-chlorid ist ein rotbraunes, kristallines und hygroskopisches Salz. Es schmeckt widrig scharf metallisch, ist löslich in Wasser, Ethanol und Diethylether, färbt organische Stoffe braunrot, gibt beim Erhitzen grünlichgraues, unlösliches Platin(II)-chlorid PtCl2 und hinterlässt letztendlich Platin.
Es ist hygroskopisch und nimmt beim Stehen an Luft Wasser bis zum hellgelben Pentahydrat PtCl4·5H2O auf.
Platin(IV)-chlorid besitzt eine orthorhombische Kristallstruktur mit der Raumgruppe Pbca (Raumgruppen-Nr. 61).